# Grijze nacht
Een grijze nacht of schemeringsnacht is een nacht waarin het niet volledig donker wordt, doordat de zon niet verder dan 18° onder de horizon wegzakt. Het blijft dan dus de hele nacht door enigszins schemeren. Dit is met name goed te zien wanneer men in noordelijke richting naar de hemel kijkt.
Grijze nachten komen op het noordelijk halfrond voor in het gebied tussen de noordpoolcirkel en een breedtegraad van 50,5°. Boven de poolcirkel gaat de zon omstreeks de zonnewende een tijdlang helemaal niet onder. In Nederland en België valt de periode van grijze nachten elk jaar tussen ruwweg 20 mei en 20 juli. De periode in het jaar waarin er grijze nachten zijn neemt af met de breedtegraad. In Belgisch Lotharingen is dit verschijnsel daardoor bijvoorbeeld minder duidelijk aanwezig dan op Texel in Nederland, omdat Texel noordelijker ligt.

## Verwarring met poollicht
De zwakke schemering boven de noordelijke horizon, gerelateerd aan het verschijnsel Grijze nacht, mag niet verward worden met het poollicht waarvan het helderste gedeelte zich meestal eveneens boven de noordelijke horizon vertoont. Dit gedeelte van het poollicht laat zich echter herkennen door het stelsel dunne stralen die, pal noordwaarts, verticaal geplaatst zijn, sterk gelijkend op de golfvormige plooien van een draperie gemaakt van een uiterst dunne textielsoort.